# Tony Garcia
Tony Garcia, também chamado de Dr Edit, é um cantor e produtor musical porto-riquenho. Seu gênero musical, internacionalmente chamado de freestyle, é conhecido no Brasil como funk melody. Produziu sucessos como "Just Like the Wind" (do cantor Peter Fontaine) e "Another Night" (do cantor Reinald-O). Essa última integrou a trilha sonora da telenovela Vamp. Esteve no Brasil na década de 1990, quando se apresentou no Xou da Xuxa e em algumas boates. Sua produção de maior sucesso foi "Take Me in Your Arms", da cantora Lil Suzy, que chegou à posição #62 na Billboard Hot 100.

## Carreira
Como produtor, Tony Garcia lançou vários sucessos em versões escritas por ele e por compositores como Tsantillis M. Velasquez. Escreveu e produziu, em 1988, "My Sweet Love", interpretado por Reinald-O, gravado sob licença de High Power Music, que Tony fundara um ano antes. Em 1990, lançou "Forever", interpretado por Reinald-O, além de "Just like the Wind", em 1991, interpretado por Peter Fontaine e muitos outros cantores, como Lil' Suzy, Wickett Rich, N.V., Peter Fontaine, Lil' Johanna etc.